# Jakob Schöpe

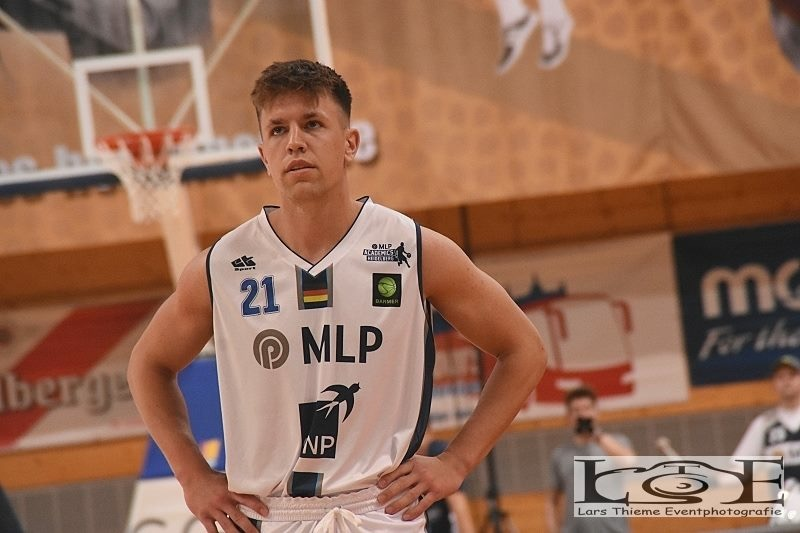
Jakob Schöpe vs. Hamburg Towers 16. Dezember 2018

Jakob Schöpe (* 2. Juni 1999 in Heidelberg) ist ein deutscher Basketballspieler. Er steht beim Zweitligisten MLP Academics Heidelberg unter Vertrag.

## Laufbahn
Schöpe spielte bis zum Alter von 14 Jahren in der Jugend des TV Sinsheim und setzte dann seine Karriere in der Jugendabteilung des USC Heidelberg fort. Dort spielte er mit den Junior Baskets Rhein-Neckar in der Nachwuchs-Basketball-Bundesliga. Im Alter von 18 Jahren wurde Schöpe dann Bestandteil des Trainingskaders der 1. Mannschaft der MLP Academics Heidelberg  (USC Heidelberg) in der 2. Basketball Bundesliga. Neben der 1. Mannschaft ist Jakob Schöpe ebenso in der 2. Mannschaft in der Regionalliga Südwest aktiv.